# Desgaseificação
Desgaseificação é o processo físico da lenta liberação de gases quando presos, de materiais congelados, absorventes ou adsorventes.  Este processo pode incluir a sublimação e a evaporação que são transições de fases de uma substância para a fase gasosa, assim como a desorção que infiltra por fendas ou volumes internos e produtos gasos de lentas reações químicas. A ebulição é geralmente descrito como um fenômeno em separado uma vez que ocorre muito mais rapidamente.